# Obert fins a la matinada
Obert fins a la matinada (títol original en anglès From Dusk Till Dawn) és una pel·lícula estatunidenca dirigida per Robert Rodriguez estrenada el 1996, i que ha estat doblada al català.

## Argument
Richard Gecko (Quentin Tarantino), després d'haver ajudat el seu germà Seth (George Clooney) a escapar-se de la presó, comença amb ell una fugida sagnant. Intentant arribar a Mèxic, prenen com a ostatge Jacob Fuller (Harvey Keitel) i els seus dos nens Kate (Juliette Lewis) i Scott (Ernest Liu). Amagats a la caravana de la família Fuller, aconsegueixen passar la frontera mexicana i no tenen més que esperar l'arribada del seu contacte Carlos (Cheech Marin) que els ha citat en un bar de camioners, anomenat "Titty Twister" (La mamella cargolada).
A partir d'aquest instant de la pel·lícula, el guió que era prou realista agafa una altra via. En efecte, la pel·lícula es transforma en història fantàstica on la majoria de les persones que poblen aquest bar són una mena de vampirs.
Efectivament, Carlos es trobarà amb els germans al bar just abans de l'alba. Tanmateix, en arribar al bar colpegen fortament el porter del lloc, una vegada dins, els germans Gecko són atacats pel porter del bar i dos homes més a qui assassinen brutalment, la sang al lloc desperta la set dels empleats del bar, un dels quals és Satanico Pandemonium (Salma Hayek), una exòtica ballarina. Per sobreviure han de lluitar contra ells fins a l'alba, evitant també ser mossegat per no convertir-se en vampirs.

## Repartiment
- Harvey Keitel: Jacob Fuller
- George Clooney: Seth Gecko
- Quentin Tarantino: Richard Gecko
- Juliette Lewis: Kate Fuller
- Ernest Liu: Scott Fuller
- Michael Parks: Earl McGraw (el ranger Texà)
- Brenda Hillhouse: Gloria (ostatge)
- John Hawkes: Pete Bottoms
- Cheech Marin: Guardia fronterer / Chet Pussy / Carlos
- Salma Hayek: Santanico Pandemonium
- Danny Trejo: Razor Charlie
- Tom Savini: Sex Machine
- Fred Williamson: Frost
- John Saxon: cap de la policia
- Kelly Preston: Newscaster Kelly Houge

## Premis i nominacions
El 1996 l'Acadèmia de les pel·lícules de ciència-ficció, fantasia i terror (Academy of Science Fiction, Fantasy & Horror Films), va atorgar el premi de millor pel·lícula de terror i a George Clooney el de milloractor.